# Emili Gómez Nadal
Emili Gómez Nadal (Valencia, 1907 - Valence, Francia, 1994) fue un historiador, articulista y ensayista español valencianista.
Nació en Valencia, donde cursó Filosofía y letras, en la sección de Historia. Fue becado por la Diputación para ampliar estudios en Madrid, y por la Junta para Ampliación de Estudios a París.
Fue profesor de Historia Antigua en la Universidad de Valencia. Participó activamente en Acció Cultural Valenciana y durante la guerra civil española en el Institut d'Estudis Valencians. De tendencia nacionalista valenciana, se integró en el Partido Comunista de España en 1935 y fue uno de los promotores, junto a Josep Renau, de la Unión de Escritores y Artistas Proletarios (que acabaría integrándose en la Alianza de Intelectuales para la Defensa de la Cultura). Escribía habitualmente en la revista Nueva Cultura, fundada por Renau, así como en el semanario comunista Verdad. 
En sus artículos publicados en Nova Cultura durante la guerra civil intentó realizar una síntesis entre el valencianismo y el marxismo. El 31 de diciembre de 1936 publicó, bajo el seudónimo de Fédor Valentí, uno titulado «L'Alliberament del nostre poble» ('La liberación de nuestro pueblo'), en el que afirmaba que «nuestra Revolución hará, como lo hizo la Revolución rusa, la liberación cultural del proletariado valenciano en este aspecto social, como lo ha liberado en el aspecto económico». En otro artículo publicado el 2 de abril de 1937 con el título «Nacions de la URSS i d'Espanya» escribió: «No puede limitarse ya a hablar de las autonomías con un criterio superado sino que en el futuro inmediato, cuando una nueva Constitución venga a hacer balance de los beneficios y de los avances de la presente crisis de crecimiento de nuestro pueblo, el hecho minoritario español será resuelto de acuerdo con las normas de libertad y autodeterminación que han hecho su experiencia en otras latitudes» (en referencia a la Constitución de la Unión Soviética de 1936).
Al finalizar la guerra civil se exilió en Francia, donde permaneció hasta su muerte. Fue referente del marxismo valenciano durante la dictadura franquista.